# HX Андромеды
HX Андромеды (лат. HX Andromedae) — одиночная переменная звезда в созвездии Андромеды на расстоянии (вычисленном из значения параллакса) приблизительно 25032 световых лет (около 7675 парсеков) от Солнца. Видимая звёздная величина звезды — от +16,9m до +16,2m.

## Характеристики
HX Андромеды — жёлто-белая пульсирующая переменная звезда типа RR Лиры (RRAB) спектрального класса F. Эффективная температура — около 6428 K.